# NK Dinamo Kornica
Nogometni klub "Dinamo" (NK Dinamo; Dinamo Kornica; Dinamo) je bio nogometni klub iz Kornice, općina Bosanski Šamac, Republika Srpska, Bosna i Hercegovina. 
 
Klupska boja je bila plava

## O klubu
U Kornici je 1956. godine osnovan nogometni klub "Proleter", koji se nakon nekoliko godina gasi. Do ponovnog osnivanja kluba dolazi 1972. godine, a 1973. je klub i službeno registriran pri "Općinskom nogometnom savezu Bosanski Šamac". Klub se natjecao s promjenjivim uspjesima u "Općinskoj ligi Bosanski Šamac". 
 
Zbog rata u BiH, okupacije i protjerivanja hrvatskog stanovništva iz Kornice klub 1992. godine prestaje s radom, te Kornica ostaje pod srpskom kontrolom i ulazi u sastav Republike Srpske. Po završetku rata je ostvaren tek djelomičan povratak izbjeglog stanovništva.  
 
Rad kluba nastavljaju neformalno veterani koji redovito organiziraju memorijalni turnir „Marijan Šušak Kešo“.

## Uspjesi
Općinska liga Bosanski Šamac
- doprvak: 1975./76.

## Unutrašnje poveznice
- Kornica

## Vanjske poveznice
- kornica.de  Arhivirana inačica izvorne stranice od 22. kolovoza 2019. (Wayback Machine)
- Kornica, facebook stranica